# Découpure
Scoliopteryx libatrix
Espèce
La Découpure (Scoliopteryx libatrix) est une espèce holarctique de lépidoptères (papillons) de la famille des Erebidae.

## Description du papillon
L'imago de Scoliopteryx libatrix a une envergure comprise entre 44 et 48 millimètres.
Les ailes antérieures sont brun cannelle foncé à nuance rosée, avec des taches rouge orangé dans la moitié basale. Elles sont traversées par une ligne antémédiane et une double ligne postmédiane blanchâtres, et ont le bord externe fortement festonné,.
Deux petits points blancs sont également visibles sur l'aile antérieure : un à sa base et un dans l'aire médiane.

## Biologie
La chenille vit sur les peupliers et les saules.
L'espèce est bivoltine. La période de vol dure d'abord de juillet à octobre, voire décembre, puis les adultes de la seconde génération hivernent et sont à nouveau visibles de mars à juin.

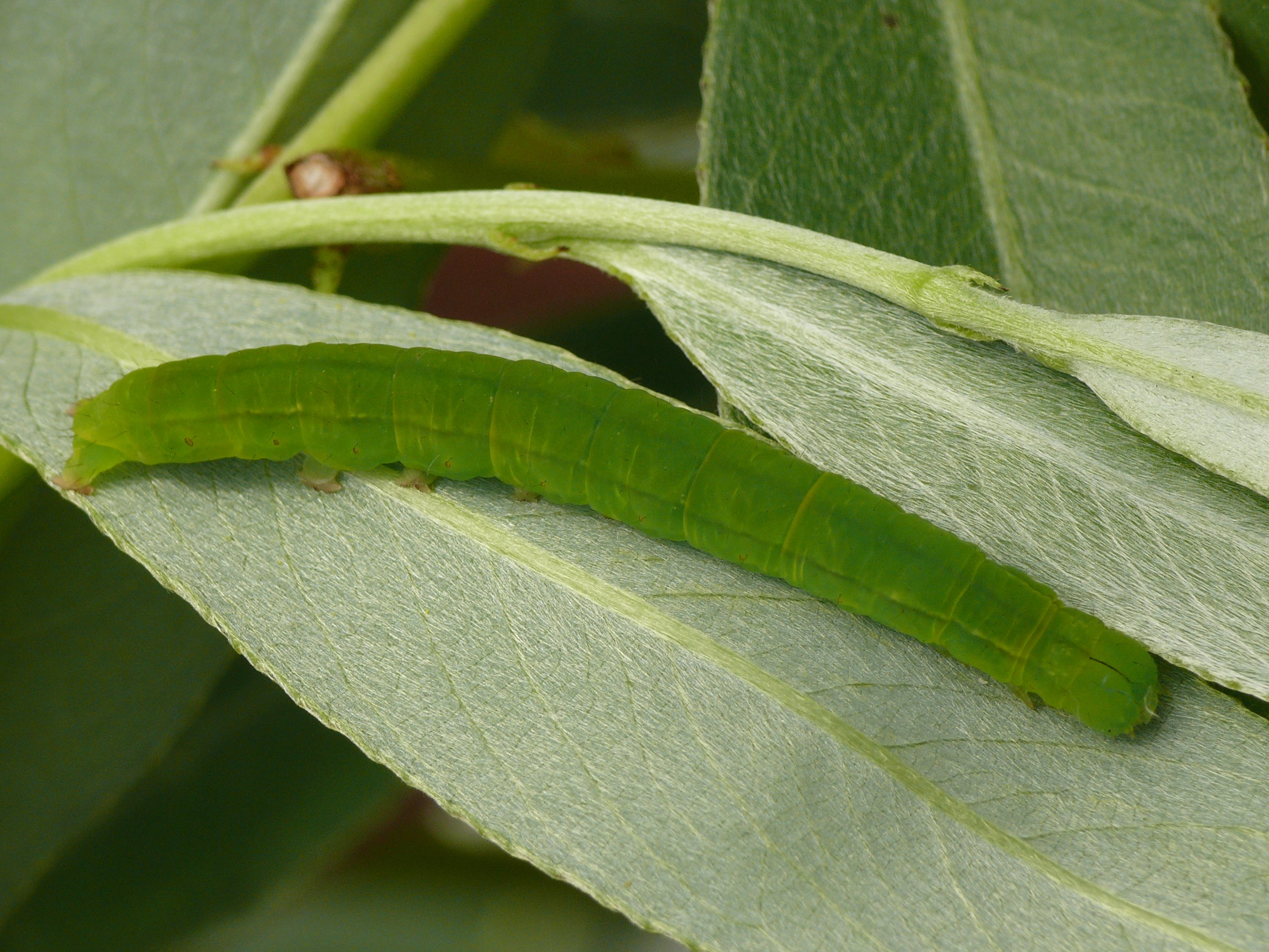
Chenille.
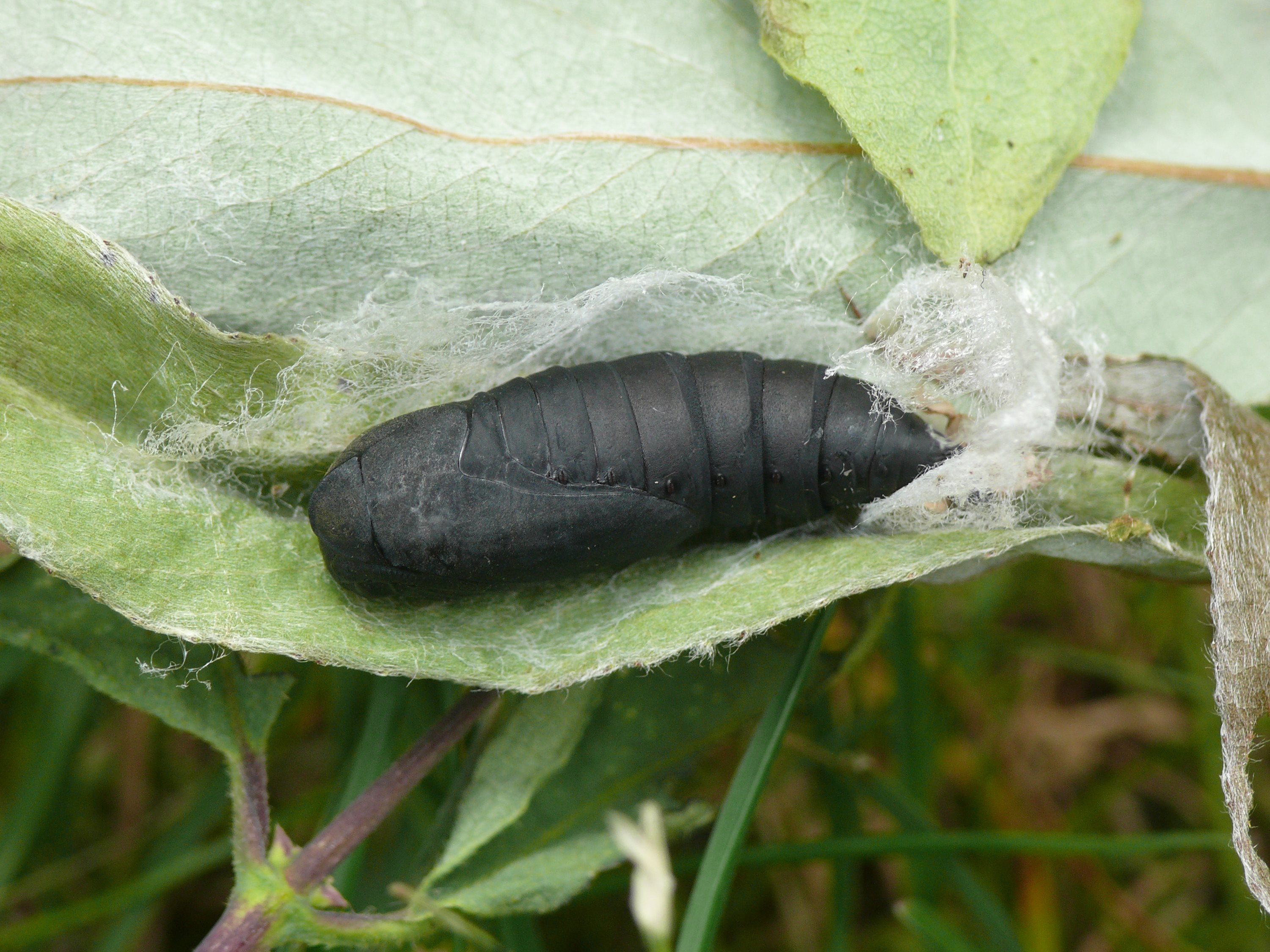
Chrysalide.

## Répartition et biotopes
Cette espèce a une distribution holarctique : elle est présente en Europe, Asie, Afrique du Nord et Amérique du Nord.
Assez commune, elle se rencontre dans des milieux boisés humides, les berges des cours d'eau, les bords des tourbières et marécages et aussi dans les jardins, parcs, et lieux incultes. 
Les papillons de la seconde génération hivernent dans des grottes, mais aussi dans les caves, greniers et autres abris, parfois en plusieurs groupes d'une dizaine d'individus.

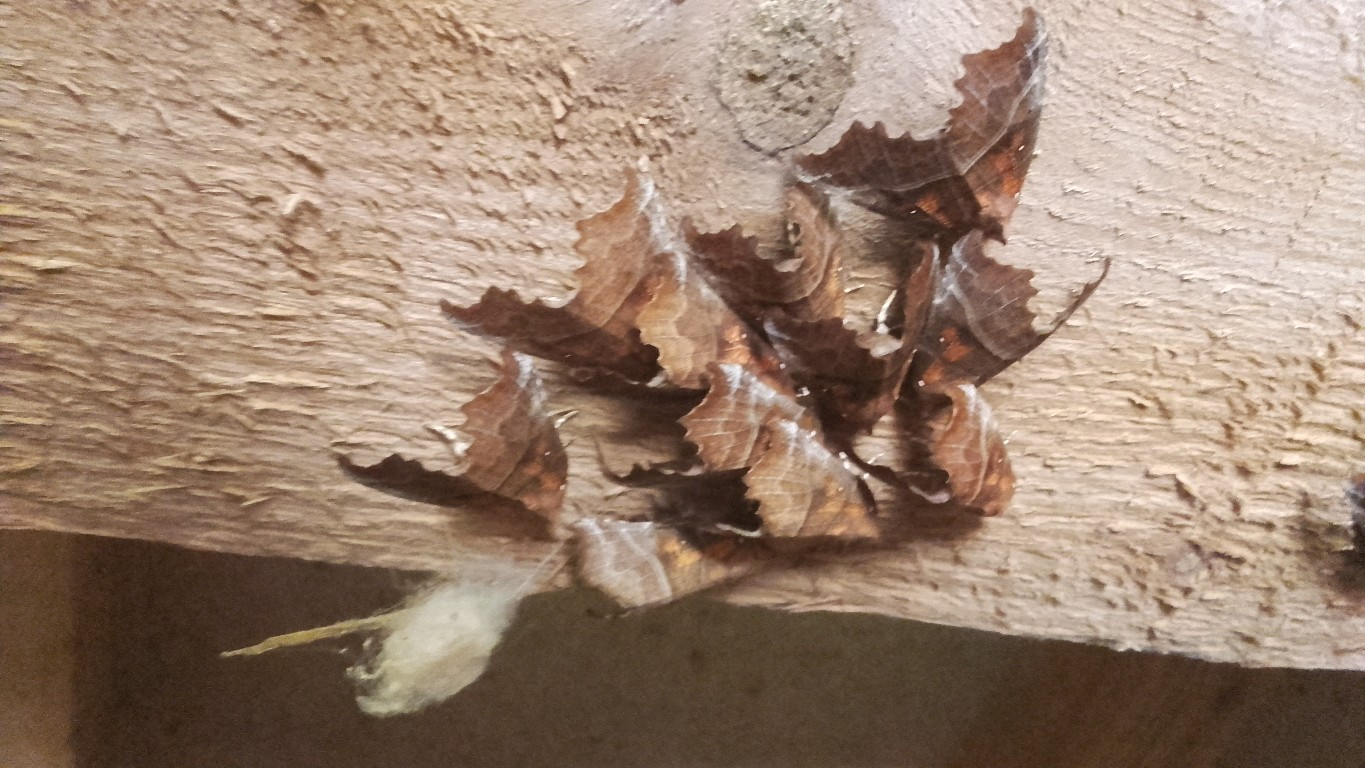
Un Regroupement dans le Morvan à l'automne

On trouve l'espèce jusqu'à une altitude de 2 000 mètres.

## Origine du nom
Le nom scientifique Scoliopteryx fait référence à la bordure des ailes qui ressemble aux bordures de rideaux. Le papillon est également appelé « rouille » ou « papillon de rouille », d'après les taches de couleur rouille sur les ailes.